# Michael Kayode
Michael Olabode Kayode (Borgomanero, 10 juli 2004) is een Italiaans-Nigeriaans voetballer die doorgaans speelt als rechtsback. In juli 2025 verruilde hij Fiorentina voor Brentford.

## Clubcarrière
Kayode speelde in de jeugd van Juventus en in 2018 stapte hij over naar Gozzano. Bij deze club speelde hij in het seizoen 2020/21 in het eerste elftal in de Serie D en hij behaalde met zijn team promotie naar de Serie C. Hierop werd hij overgenomen door Fiorentina. Aan het begin van het seizoen 2023/24 mocht hij zich melden bij het eerste elftal. In dat team maakte hij zijn professionele debuut, op 19 augustus 2023. Op die dag werd in de Serie A gespeeld tegen Genoa. Door doelpunten van Cristiano Biraghi, Giacomo Bonaventura, Nicolás González en Rolando Mandragora en een tegengoal van Davide Biraschi won Fiorentina dit duel met 1–4. Kayode mocht van coach Vincenzo Italiano in de basisopstelling beginnen en werd acht minuten voor het einde van de reguliere speeltijd naar de kant gehaald ten faveure van Dodô. In oktober 2023 tekende Kayode een nieuw contract bij Fiorentina, tot medio 2028, met een optie op een seizoen extra. Zijn eerste doelpunt maakte de rechtsback op 26 februari 2024, tegen Lazio. Luis Alberto opende de score namens die ploeg, waarna Kayode in de tweede helft gelijkmaakte. Bonaventura zorgde later voor de beslissende treffer van Fiorentina: 2–1.
Tijdens de eerste helft van het seizoen 2024/25 kwam Kayode niet verder dan vijf competitieoptredens, waarvan vier als invaller. Hierop werd hij in januari 2025 tot het einde van de jaargang verhuurd aan Brentford, dat tevens een optie tot koop verkreeg op de verdediger. Aan het einde van het seizoen werd die optie gelicht door Brentford, waarna de vleugelverdediger zijn handtekening zette onder een verbintenis voor de duur van vijf seizoenen, met een optie op een jaar extra.

## Clubstatistieken
| Seizoen | Club        | Competitie     | Competitie | Competitie | Beker | Beker | Internationaal | Internationaal | Totaal | Totaal |
| Seizoen | Club        | Competitie     | Wed.       | Dlp.       | Wed.  | Dlp.  | Wed.           | Dlp.           | Wed.   | Dlp.   |
| ------- | ----------- | -------------- | ---------- | ---------- | ----- | ----- | -------------- | -------------- | ------ | ------ |
| 2020/21 | Gozzano     | Serie D        | 34         | 2          | —     | —     | —              | —              | 34     | 2      |
| 2023/24 | Fiorentina  | Serie A        | 26         | 1          | 5     | 0     | 6              | 0              | 37     | 1      |
| 2024/25 | Fiorentina  | Serie A        | 5          | 0          | 0     | 0     | 7              | 0              | 12     | 0      |
| 2024/25 | → Brentford | Premier League | 12         | 0          | 0     | 0     | —              | —              | 12     | 0      |
| 2025/26 | Brentford   | Premier League | 0          | 0          | 0     | 0     | —              | —              | 0      | 0      |
| Totaal  | Totaal      | Totaal         | 77         | 3          | 5     | 0     | 13             | 0              | 95     | 3      |

Bijgewerkt op 1 juli 2025.